# NGC 2269
NGC 2269 (również OCL 524) – gromada otwarta znajdująca się w gwiazdozbiorze Jednorożca. Odkrył ją William Herschel 24 stycznia 1784 roku. Jest położona w odległości ok. 5,5 tys. lat świetlnych od Słońca.